# Нотець
Нотець — річка в Польщі, найдовша, права притока Варти; довжина — 388 км, сточище — 17 330 км². 
Міста на річці: Іновроцлав, Крушвиця, Накло-над-Нотецією.
Бидгощським каналом сполучена з річкою Брда.